# Peucetia elegans
Peucetia elegans là một loài nhện trong họ Oxyopidae.
Loài này thuộc chi Peucetia. Peucetia elegans được John Blackwall miêu tả năm 1864.